# Championnat de Bulgarie de football 1935
Navigation
Saison précédente Saison suivante
La saison 1935 du Championnat de Bulgarie de football était la 11e édition du championnat de première division en Bulgarie. Treize clubs, représentant chacun une région de Bulgarie, prennent part à la compétition, qui se déroule sous forme de coupe avec match simple.
Le Sportklub Sofia remporte la compétition en battant en finale le Ticha Varna. Il s'agit du tout premier titre de champion de l'histoire du club.

## Les 13 clubs participants
| - Sportklub Sofia - Orel-Chegan 30 Vratsa - Pobeda 26 Pleven - DFV Kazanlak - Levski Gorna Oryahovitsa - Botev Pazardzhik - Ticha Varna | - Maria Luisa Lom - Napredak Ruse - Levski Burgas - Botev Yambol - Strumska Slava Radomir - Panayot Volov Shumen |

## Compétition

### Premier tour
| Équipe 1                 | Résultat | Équipe 2              | Match | Appui |
| ------------------------ | -------- | --------------------- | ----- | ----- |
| Maria Luisa Lom          | 1 - 4    | Sportklub Sofia       | 1 - 1 | 0 - 3 |
| Napredak Ruse            | 5 - 3    | DFV Kazanlak          | 3 - 3 | 2 - 0 |
| Pobeda 26 Pleven         | 3 - 2    | Botev Yambol          |       |       |
| Strumska Slava Radomir   | 0 - 1    | Orel-Chegan 30 Vratsa |       |       |
| Levski Gorna Oryahovitsa | 0 - 6    | Panayot Volov Shumen  |       |       |

### Quarts de finale
| Équipe 1             | Résultat | Équipe 2              |
| -------------------- | -------- | --------------------- |
| Sportklub Sofia      | 2 - 1    | Orel-Chegan 30 Vratsa |
| Botev Pazardzhik     | 7 - 1    | Pobeda 26 Pleven      |
| Levski Burgas        | 0 - 3    | Ticha Varna           |
| Panayot Volov Shumen | 3 - 2    | Napredak Ruse         |

### Demi-finale
| Équipe 1        | Résultat | Équipe 2             |
| --------------- | -------- | -------------------- |
| Ticha Varna     | 7 - 0    | Botev Pazardzhik     |
| Sportklub Sofia | 1 - 0    | Panayot Volov Shumen |

### Finale
| Équipe 1        | Résultat | Équipe 2    |
| --------------- | -------- | ----------- |
| Sportklub Sofia | 4 - 0    | Ticha Varna |

## Bilan de la saison
| Championnat de Bulgarie de football 1935 |                             |
| Champion                                 | Sportklub Sofia (1er titre) |
| Promotions et relégations                |                             |
| Promus en A PFL                          | Aucun                       |
| Relégués en B PFL                        | Aucun                       |